# Omar Adorno
Omar Adorno (ur. 8 sierpnia 1979 w Morovis) − portorykański bokser, olimpijczyk z Atlanty (1996).

## Kariera amatorska
W 1996 reprezentował Portoryko na igrzyskach olimpijskich w Atlancie. Rywalizujący w kategorii do 51 kg. Portorykańczyk przegrał swoją pierwszą walkę z Igorem Samolenko, odpadając z dalszej rywalizacji. 

## Kariera zawodowa
W latach 1997−2008 był aktywnym zawodowcem. Wygrał pierwsze dwanaście walk, a w kolejnych piętnastu pojedynkach zanotował tylko cztery zwycięstwa.